# Heaven For Everyone
«Heaven for Everyone» és una cançó escrita per Roger Taylor. Inicialment, va aparèixer a l'àlbum Shove It del seu grup The Cross, amb Freddie Mercury com a cantant convidat. La cançó es va tornar a treballar amb Queen i va aparèixer a l'àlbum Made in Heaven del 1995, on és la setena cançó i el primer senzill. La cançó va arribar al número dos a la UK Singles Chart. El videoclip conté fragments de la pel·lícula Le Voyage dans la Lune de Georges Méliès.